# Iréneusz
Az Iréneusz görög eredetű férfinév, jelentése: békés. Női párja:
Irén.

## Képzett és rokon nevek
- Ernye:[1] valószínűleg az Iréneusz régi magyar Irne formájának a származéka.[3]
- Jernő:[1] az Iréneusz nyelvújítás korabeli magyarítása.[4]

## Gyakorisága
Az 1990-es években az Iréneusz, az Ernye és a Jernő szórványos név volt, a 2000-es években nem szerepelnek a 100 leggyakoribb férfinév között.

## Névnapok
Iréneusz
- június 28..[2]

Ernye, Jernő
- március 25.[3]

## Híres Iréneuszok, Ernyék és Jernők
- Szent Iréneusz
- Ákos nembeli Ernye bán
- Károly Iréneusz József (nevét rendszerint Irén formában használta!)